# Jozef Ivan (fotbalista)
Jozef Ivan (28. srpna 1933 – ?) byl slovenský fotbalový útočník.

## Hráčská kariéra
V československé lize hrál za Dynamo ČSD Košice (dobový název Lokomotívy) a Sokol NV Bratislava (dobový název Slovanu). Debutoval v sobotu 19. března 1949 v Praze, kde v úvodním zápase ročníku 1949 remizovali domácí Bohemians s Dynamem Košice 1:1 (poločas 0:0). Ve věku 15 let, 6 měsíců a 19 dní se zařadil k nejmladším fotbalistům v historii domácí nejvyšší soutěže.
Ze Slovanu se vrátil zpět do Košic, kde nastupoval za Spartak VSS a později opět za Lokomotívu.

### Prvoligová bilance
| Ročník         | Zápasy | Góly | Minuty | Klub                |
| -------------- | ------ | ---- | ------ | ------------------- |
| I. liga 1949   | –      | 2    | –      | Dynamo ČSD Košice   |
| I. liga 1950   | –      | 2    | –      | Dynamo ČSD Košice   |
| I. liga 1952   | –      | 2    | –      | Dynamo ČSD Košice   |
| I. liga 1952   | –      | 0    | –      | Sokol NV Bratislava |
| CELKEM I. LIGA | –      | 6    | –      |                     |